# Sabine Devieilhe
Sabine Devieilhe (Ifs, 12 dicembre 1985) è un soprano di coloratura francese.

## Biografia
Nata e cresciuta in Normandia, iniziò a studiare al conservatorio di Caen a dodici anni come violoncellista e, dopo gli studi al Lycée Malherbe, conseguì una laurea in musicologia ed etnomusicologia all'Università di Rennes 2 Alta Bretagna. Durante gli studi cantava nel coro dell'Opéra de Rennes, con cui aveva esordito nel 2002 in un allestimento de L'olandese volante. Dopo essere stata promossa a solista, proseguì gli studi canori al Conservatoire national supérieur di Parigi, ove si diplomò nel 2011 con tanto di Premier prix de Conservatoire.

## Carriera

### Anni 2010
Il suo primo ruolo di rilievo, nell'ottobre 2011, fu quello di Amina nell'allestimento de La sonnambula all'Atelier Lyrique de Tourcoing. Nel 2012 esordì all'Opéra reale di Versailles nel Venus and Adonis (Blow), al Grand Théâtre de Bordeaux come Venere nel Dardanus (Rameau) e al Théâtre des Champs-Elysées come soprano solista nella Passione secondo Matteo di Johann Sebastian Bach, tornandovi poi a cantare anche nel ruolo di Belinda in Didone ed Enea; nel medesimo anno ha esordito come Serpina ne La finta giardiniera al Festival d'Aix-en-Provence e ha fatto il suo debutto nel ruolo dell'eponima protagonista in Lakmé con l'Opéra national de Montpellier.
Ha inaugurato il 2013 con una serie di ruoli minori in Platée e Hippolyte et Aricie a Bordeaux, Tourcoing e Versailles, poi ha cantato come protagonista ne Le rossignol al Théâtre des Champs-Elysées e come Serpetta a Bruxelles e Tolone; nel giugno del 2013 ha fatto il suo esordio come Regina della Notte ne Il flauto magico all'Opéra national de Lyon, dove ha cantato anche come Sorella Constance ne I dialoghi delle Carmelitane. Nel 2014 ha fatto il suo esordio all'Opéra de Paris come Astrifiammante, ha debuttato all'Opéra Comique come Lakmé e a La Monnaie/De Munt come eponima protagonista femminile nell'Orfeo ed Euridice; nella stessa stagione ha cantato come Lakmé anche a Tolone e come Adele ne Il pipistrello all'Opéra Comique.
Nel 2015 ha fatto il suo debutto all'Opéra de Marseille come Nannetta in Falstaff, al Festival di Glyndebourne nel ruolo di "le feu" ne L'Enfant et les sortilèges e alla Stopera di Amsterdam nella parte di Suor Constance. Nel 2016 è stata Ismene in Mitridate, re di Ponto al Théâtre des Champs-Elysées e a Digione, Lakmé ad Avignone, la Bellezza ne Il trionfo del tempo e del disinganno al Festival d'Aix en Provence e Amina ne La sonnambula al Théâtre des Champs-Elysées.
Nel 2017 ha ottenuto una prima candidatura al Grammy Award al miglior album vocale solista classico per Mozart: The Weber Sisters, è tornata all'Opéra di Paris come Regina della Notte e come Ero in Béatrice et Bénédict, ha cantato Lakmé a Marsiglia e ha fatto il suo debutto al Teatro alla Scala come Blonde ne Il ratto dal serraglio; nello stesso anno ha esordito alla Royal Opera House come Astrifiammante ne Il flauto magico e all'Opernhaus Zürich come Marie ne La figlia del reggimento, ruolo con cui fa il suo debutto alla Wiener Staatsoper nel gennaio 2018.
Nel corso del 2018 ha ampliato il proprio repertorio con i ruoli di Mélisande in Pelléas et Mélisande, di Cunengonda in Candide, di Zerbinetta nell'Ariadne auf Naxos e di Ofelia nell'Hamlet; inoltre ha cantato con l'Orchestra dell'Accademia Nazionale di Santa Cecilia diretta da Nicola Luisotti. Nel 2019 torna alla Opernhaus di Zurigo come Sophie ne Il cavaliere della rosa, alla Scala come Zerbinetta nell'Ariadne e al Covent Garden come Maria ne La fille du régiment; riceve inoltre una nuova candidatura al Premi Grammy, questa volta per l'album Mirages.

### Anni 2020
Nonostante le numerose cancellazioni causate dalla pandemia di COVID-19, nel 2020 ha cantato come Lakmé con l'Orchestra Filarmonica di Mosca, è stata la Regina della Notte all'Opera di Stato della Baviera e ha tenuto recital e concerti a Zurigo, con la Berliner Philharmoniker e al Teatro alla Scala. Nel 2021 è tornata alla Wiener Staatsoper come Olympia nei Racconti di Hoffmann. 
Nel 2022 ha vinto l'International Opera Award, ha cantato come Ofelia all'Opéra Comique, come Lakmé al Teatro Real, all'Opéra Comique e all'Opéra de Monte-Carlo, come Cleopatra nel Giulio Cesare in Egigtto al Théâtre des Champs-Elysées e come Ilia nell'Idomeneo al Festival d'Aix en Provence. Nel 2023 ha esordito al Metropolitan Opera House come Constance ne I dialoghi delle Carmelitane, è tornata a cantare come Lakmé a Zurigo e come l'usignolo di Stravinskij a Parigi e ha esordito al Festival di Salisburgo come Susanna ne Le nozze di Figaro.
Nel 2024 torna a Vienna ne I dialoghi delle Carmelitane, è Micaëla in Carmen con la Philharmonie de Paris e al Teatro Real, ritorna all'Opera di stato bavarese come Mélisande e alla Scala come Sophie ne Il cavaliere della rosa.